# Tarentola mindiae
Espèce
Statut de conservation UICN

 LC  : Préoccupation mineure
Tarentola mindiae est une espèce de geckos de la famille des Phyllodactylidae.

## Répartition
Cette espèce est endémique d'Égypte. Elle se rencontre dans la dépression de Qattara et dans l'oasis de Siwa.

## Publication originale
- Baha El Din, 1997 : A new species of Tarentola (Squamata: Gekkonidae) from the Western Desert of Egypt. African Journal of Herpetology, vol. 46, no 1, p. 30-35.